# Domino (strip)
Domino is een Belgisch-Franse stripreeks die begonnen is in 1979 met Michel Regnier als scenarist en André Chéret als tekenaar. Vanaf het tweede deel werd de strip geschreven door Jean Van Hamme.

## Albums
Alle albums zijn getekend door André Chéret en uitgegeven door Le Lombard.
| Nummer | Titel                        | Schrijver      |
| ------ | ---------------------------- | -------------- |
| 1      | Domino                       | Michel Regnier |
| 2      | Geheime opdracht voor Domino | Jean Van Hamme |
| 3      | Domino tegen Justicias       | Jean Van Hamme |
| 4      | Domino op vrijersvoeten...   | Jean Van Hamme |
| 5      | Domino en de geheimagenten   | Jean Van Hamme |